# Leroy (imię)
Leroy – imię męskie pochodzenia francuskiego.

## Znane osoby o imieniu Leroy
- Leroy Anderson
- Leroy Brown
- Leroy Burrell
- Leroy Carr
- Leroy Cooper
- Leroy Jenkins
- Leroy Lita
- Leroy Miller
- LeRoy Neiman
- Leroy Robert Paige
- Leroy Sané
- Leeroy Thornhill